# اثر کف دست

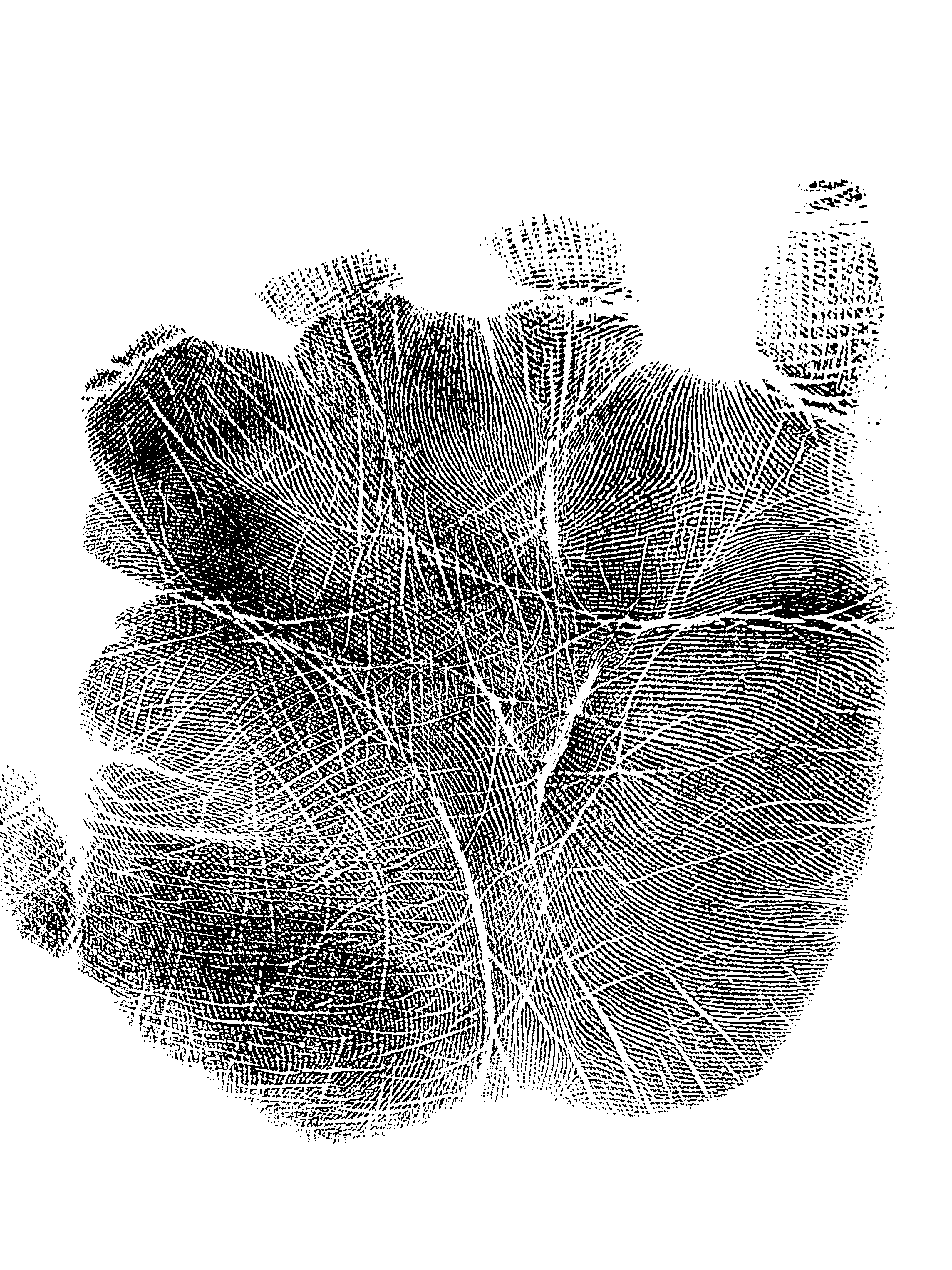
اثر کف دست راست یک زن

اثر کف دست (انگلیسی: Palm print) تصویری است که از کف دست به‌دست می‌آید. این اثر می‌تواند به‌صورت یک تصویر آنلاین (یعنی گرفته‌شده توسط ابزار بیومتریک یا افزاره بارجفت‌شده) یا تصویر آفلاین باشد که در آن تصویر با جوهر و کاغذ گرفته شده است.
کف دست از خطوط اصلی، چین و چروک (خطوط ثانویه) و برجستگی‌های اپیدرمی تشکیل شده است. تفاوت آن با اثر انگشت این است که حاوی اطلاعات دیگری مانند بافت، فرورفتگی‌ها و علائمی است که می‌تواند هنگام مقایسه یک کف دست با کف دیگر استفاده شود.
از اثر کف دست می‌توان برای کاربردهای جنایی، پزشکی قانونی یا تجاری استفاده کرد. اثر کف دست، معمولاً از کف دست در صحنه جرم که به‌دلیل لیز خوردن دستکش‌های مجرم در حین ارتکاب جرم، و در نتیجه نمایان شدن بخشی از دست که محافظت نشده به‌جا می‌ماند.